# Goneplax sigsbei
Goneplax sigsbei är en kräftdjursart som först beskrevs av Alphonse Milne-Edwards 1880.  Goneplax sigsbei ingår i släktet Goneplax och familjen Goneplacidae. Inga underarter finns listade i Catalogue of Life.